# Stellan Rosén
Stellan Gustaf Olof Edelweiss Rosén, född 16 november 1902 i Umeå landsförsamling, död 22 juni 1995 i Umeå stadsförsamling, var en svensk tidningsman.
Rosén, som var son till landshövding Gustav Rosén och Tyra Lindforss, blev filosofie kandidat vid Uppsala universitet 1925, medarbetare i Västerbottens-Kuriren samma år samt var tidningens ansvarige utgivare 1926–1967 och chefredaktör 1927–1967.
Rosén var sekreterare och kassör i Folkpartiets valkretsförbund i Västerbottens län 1926–1961, ordförande i Folkpartiets valkretsförbunds särskilda arbetsutskott 1951–1961 och sekreterare i Folkpartiets umeåavdelning 1927–1940. Han var ledamot av anstaltsnämnden 1946–1964 och av länsnykterhetsnämnden 1953–1971.
Stellan Rosén är begravd på Västra kyrkogården i Umeå.